# بلال فرحات
بلال فرحات، نائب في البرلمان اللبناني، من مواليد الغبيري، متأهل وله ولدان.

## دراسته وعمله
- خريج الجامعة الأميركية في بيروت عام 1991.
- محاضر في الكلية الملكية البريطانية من سنة 1995.
- محاضر في أمراض الكبد في الكلية البريطانية من سنة 1996.
- ناشط على الصعيد العالمي في اعطاء المحاضرات التثقيفية للأطباء الاختصاصيين.
- كاتب للعديد من المقالات الطبية في أمراض الكبد والجهاز الهضمي.

## في النيابة
انتخب نائبا عن المقعد الشيعي في قضاء بعبدا في دورة العام 2009 ميلادي.